# Dix ans d'absence
Dix ans d'absence (Whose Daughter Is She?) est un téléfilm américain de Frank Arnold sortie en 1995.

## Synopsis
Laura vient de perdre son mari, dont elle a élevé les deux enfants, Brad et Andréa, Aujourd'hui âgés respectivement de 11 et 13 ans. Ceux-ci n'ont pratiquement pas connu leur mère biologique Cathy, qui a quitté Steve alors qu'Andrea n'avait que 3 ans. En proie à de graves difficultés financières, Laura envisage de vendre sa maison pour éponger ses dettes. Un matin, elle reçoit la visite d'une femme qu'elle prend pour un agent immobilier et à qui elle fait visiter sa villa. Laura se rend compte un peu plus tard qu'elle vient de recevoir Cathy, la première femme de son défunt mari. Après 10 ans d'absence, celle-ci est revenue voir ses enfants, à qui elle veut demander pardon pour le peu d'attention qu'elle leur a porté ainsi que pour son départ inexpliqué. Surmontant le choc de ces retrouvailles surprises, Andréa accepte de revoir sa mère. Brad, lui, refuse catégoriquement. Tandis que Cathy et Andréa apprennent peu à peu à se connaître et à s'apprécier, Laura, elle, craint de se voir enlever ses enfants. Les deux mères ont une explication orageuse mais, refusant de porter l'affaire devant les tribunaux, Laura accepte qu'Andréa passe quelques jours chez Cathy, qui doit prochainement se remarier… 

## Distribution
- Joanna Kerns : Laura Eagerton
- Stephanie Zimbalist : Cathy
- Gaby Hoffmann : Andrea Eagerton
- Michael Shulman : Brad Eagerton
- Joey Miyashima : Le docteur

## Fiche technique
- Titre: Dix ans d'absence
- Titre Américain: Whose Daughter Is She?
- Réalisation : Frank Arnold
- Photographie : Isidore Mankofsky
- Musique : John Frizzell
- Production : Philip K. Kleinbart
- Sociétés de distribution : Robert Greenwald Productions
- Langue : anglais